# Noël Risch
Noël Risch est un tireur sportif français.
Il est licencié au club de tir de Sélestat (ligue d'Alsace).

## Biographie
Noël Risch est membre de l'équipe de France de tir aux Armes Anciennes.

## Palmarès
Noël Risch a remporté les épreuves Maximilien (réplique) et Miquelet (réplique) et s'est classé second à l'épreuve Pedersoli aux championnats du monde MLAIC organisés en 2004 à Batesville  aux États-Unis .